# 콘래드 제니스

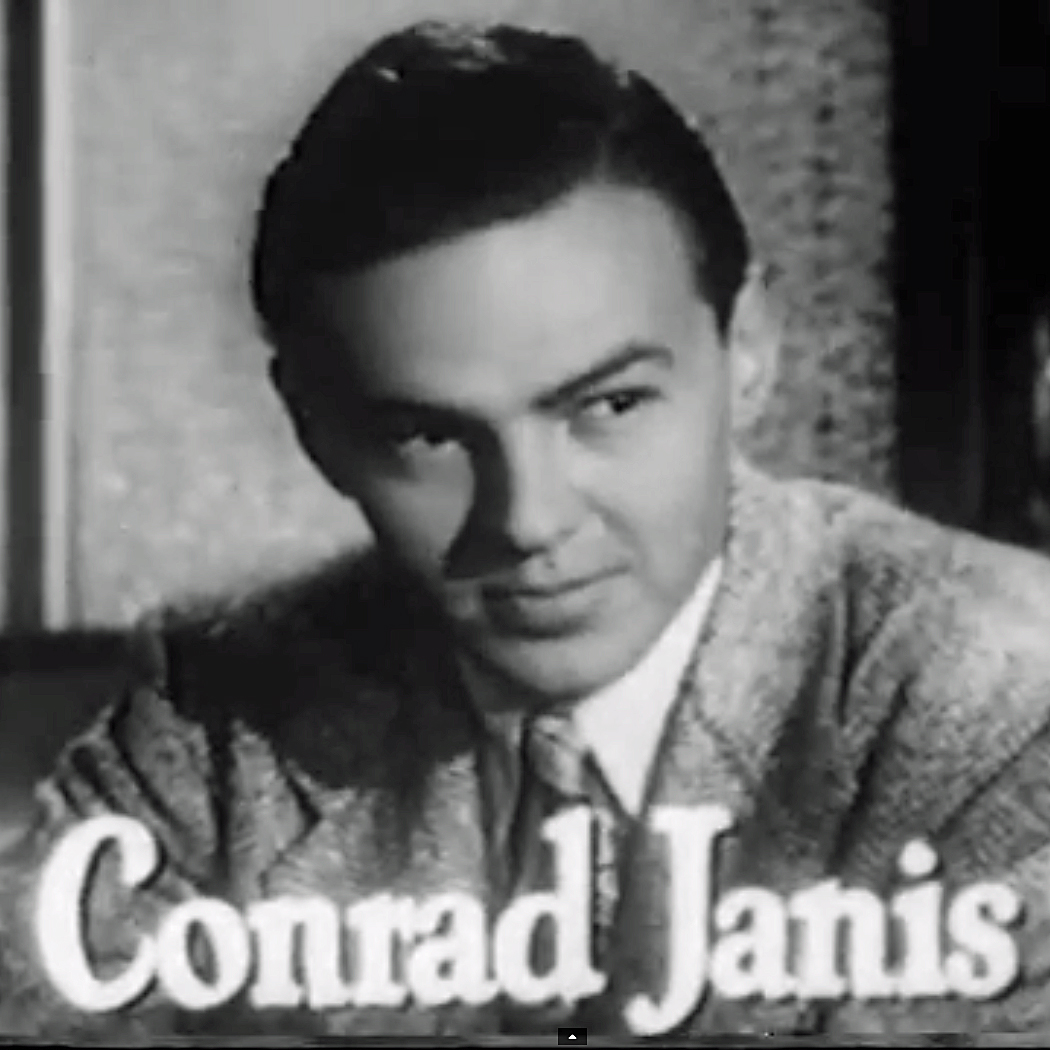
콘래드 제니스 (1947년)

콘래드 제니스(영어: Conrad Janis, 1928년 2월 11일 ~ 2022년 3월 1일)는 미국의 배우, 연극 배우, 텔레비전 배우, 영화 배우이다.
뉴욕에서 태어났다.

## 출연 작품

### 영화
- 배드 블러드... 더 헝거 (2012년) - 로렌스 역
- 매니터 (2009년)
- 케이블 가이 (1996년)
- 암살 특명 (1995년)
- 부시맨 4 - 크레이지 홍콩 (1993년)
- 소니 보이 (1989년)
- 백만장자 브루스터 (1985년)
- 오, 굿! 북 2 (1980년) - 찰스 벤슨 스쿨 프린시펄 역
- 버디 홀리 스토리 (1978년)
- 더 더취스 앤 더 더트워트 폭스 (1976년)
- 해피 후커 (1975년)
- 버지니아 힐 이야기 (1974년)
- 에어포트 75 (1974년)
- 34번가의 기적 (1973년)
- 서스펜스 (1949년)
- 댓 하겐 걸 (1947년)